# Torymus koreanus
Torymus koreanus är en stekelart som beskrevs av Kamijo 1982. Torymus koreanus ingår i släktet Torymus och familjen gallglanssteklar. Inga underarter finns listade i Catalogue of Life.